# Candace Owens
Candace Owens (ur. 29 kwietnia 1989 w Stamford, Connecticut) – amerykańska aktywistka konserwatywna i komentatorka polityczna, zwolenniczka prezydentury Donalda Trumpa i przeciwniczka ruchu Black Lives Matter, założycielka fundacji charytatywnej Blexit.

## Wczesne życie i edukacja
Urodziła się 29 kwietnia 1989 roku w Stamford w stanie Connecticut. Ukończyła liceum Stamford High School. Studiowała dziennikarstwo na Uniwersytecie Rhode Island, ale zrezygnowała po roku z powodu problemów związanych z długiem studenckim.
W 2010 roku pracowała dla czasopisma „Vogue”, a w 2012 roku była zatrudniona w prywatnym przedsiębiorstwie w Nowym Jorku. W 2015 roku pełniła funkcję dyrektorki generalnej w portalu internetowym Degree180.
4 marca 2016 roku założyła stronę internetową SocialAutopsy.com, której celem było identyfikowanie i ujawnianie prawdziwych tożsamości internetowych gnębicieli. Jak sama twierdziła, zainspirowały ją do tego traumatyczne przeżycia z czasów liceum.

## Aktywizm polityczny

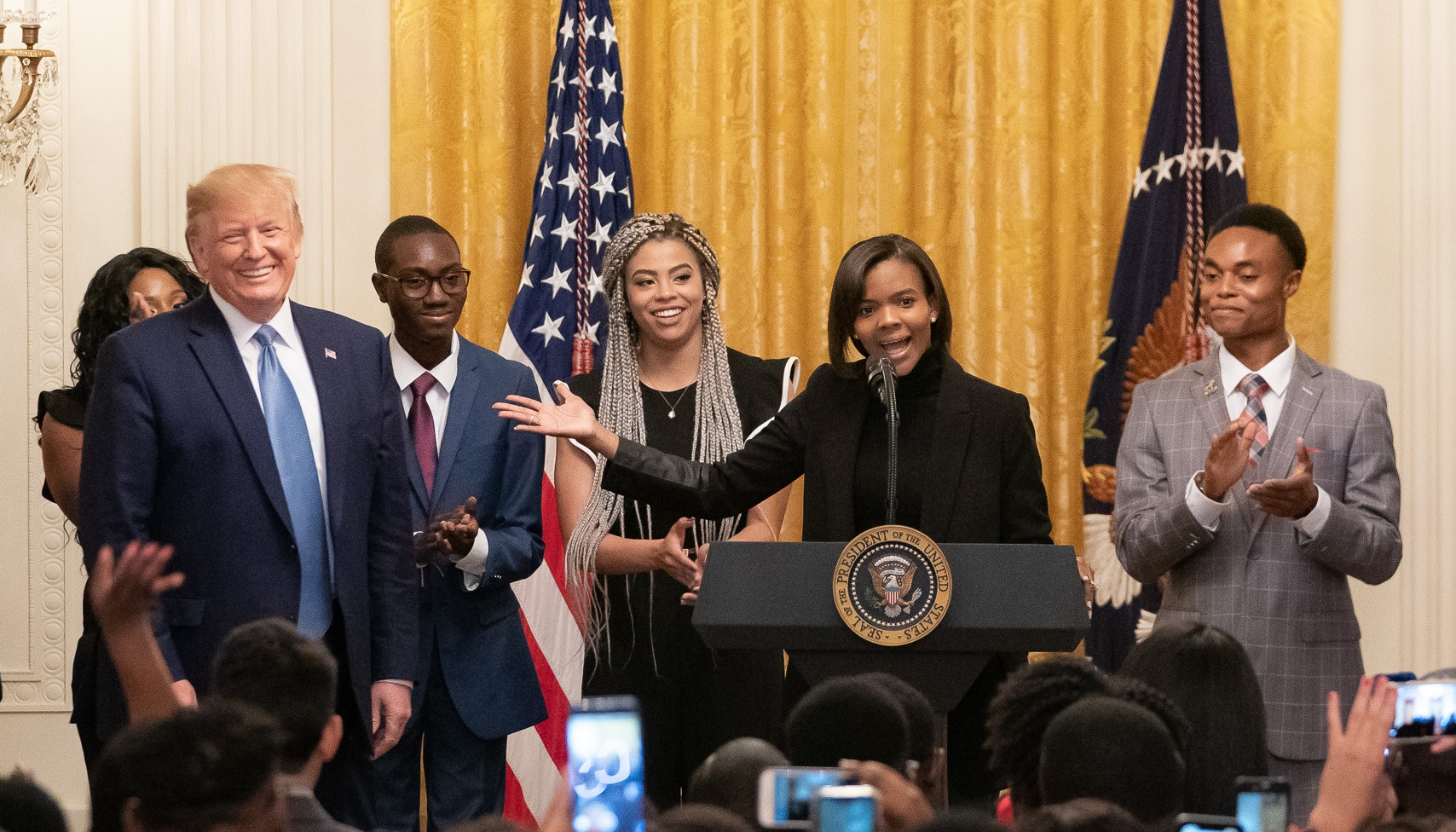
Candace Owens (w środku, na mównicy) na szczycie czarnych młodych przywódców w Białym Domu zorganizowanym przez prezydenta Stanów Zjednoczonych Donalda Trumpa (pierwszy z lewej) 4 października 2019 roku

Zyskała szerszy rozgłos w 2017 roku, kiedy założyła kanał na YouTube. W swoich filmikach krytykowała Partię Demokratyczną, ruch Black Lives Matter i feminizm oraz wyrażała poparcie dla prezydentury Donalda Trumpa. Swoje opinie publikowała też na YouTube, Facebooku i Twitterze. Z czasem zaczęła często występować w telewizji Fox News w roli eksperta w programach publicystycznych.
Między 2017 a 2018 pełniła funkcję dyrektora komunikacji w Turning Point USA, organizacji non-profit popierającej prezydenturę Donalda Trumpa.
W latach 2019–2021 prowadziła swój program publicystyczny Candace Owens Show na stronie internetowej PragerU.
W 2020 roku została zaproszona do Białego Domu przez wiceprezydenta Mike’a Pence’a na wieloosobowe spotkanie w celu ustalenia jaka powinna być właściwa reakcja na morderstwo George’a Floyda. Jej zdaniem czarnoskórzy Amerykanie traktują Floyda jak męczennika i była temu przeciwna, ponieważ Floyd był w przeszłości aresztowany. Założyła na stronie GoFundMe zbiórkę dla współwłaściciela baru w Alabamie, który nazwał Floyda bandytą. Udało jej się zebrać 200 tysięcy dolarów. Ostatecznie zbiórka została usunięta ze strony z powodu naruszenia regulaminu. Według strony Owens szerzyła dezinformację i nietolerancję wymierzoną w Afroamerykanów. Zebrane pieniądze zostały jednak przekazane współwłaścicielowi baru. We wrześniu została opublikowana książka jej autorstwa: Blackout: How Black America Can Make Its Second Escape from the Democrat Plantation (z ang. Blackout: jak czarna Ameryka może uciec z plantacji demokratów).

## Blexit Foundation
W 2018 roku zachęcała czarnych Amerykanów do odcięcia się od Partii Demokratycznej. W celu promowania tej akcji oraz innych ideologii konserwatywnych u społeczności stanowiących mniejszość w Stanach Zjednoczonych, założyła fundację charytatywną Blexit Foundation (w nawiązaniu do Brexitu, czyli ruchu na rzecz wyjścia Wielkiej Brytanii z Unii Europejskiej, i do słowa Black, czyli w języku ang. Czarny).

## Poglądy
Była zwolenniczką prezydenta Stanów Zjednoczonych Donalda Trumpa, który odwzajemniał się za publiczne poparcie, licznymi zaproszeniami na wydarzenia organizowane w Białym Domu. Sprzeciwia się ograniczeniom dostępu do broni palnej. Podważa wiarygodność globalnego ocieplenia.
Krytykowała ruch Black Lives Matter za – w jej opinii – uczynienie męczennika z George’a Floyda, ponieważ był on w przeszłości aresztowany. Określiła osoby uczestniczące w tym ruchu jako marudne maluchy udające, że są prześladowane.
Uważała, że Partia Demokratyczna wykorzystuje mentalność ofiary Afroamerykanów do własnych celów. Nazwała tę partię plantacją, a jej prominentnych zwolenników niewolnikami.
Ruch #MeToo nazwała politycznym polowaniem na czarownice.
W 2020 roku oskarżyła szpitale i stany o zawyżanie liczby chorych w wyniku pandemia COVID-19 w celu otrzymania zapomogi finansowej.

## Życie prywatne
W 2019 roku poślubiła George’a Farmera, innego twórcę internetowego, promującego poglądy brytyjskiej Partii Konserwatywnej. Ich ślub miał miejsce w winiarni Donalda Trumpa w Wirginii, a jednym z uczestników wydarzenia był lider Partii Brexitu Nigel Farage.